# Caspar Stoll

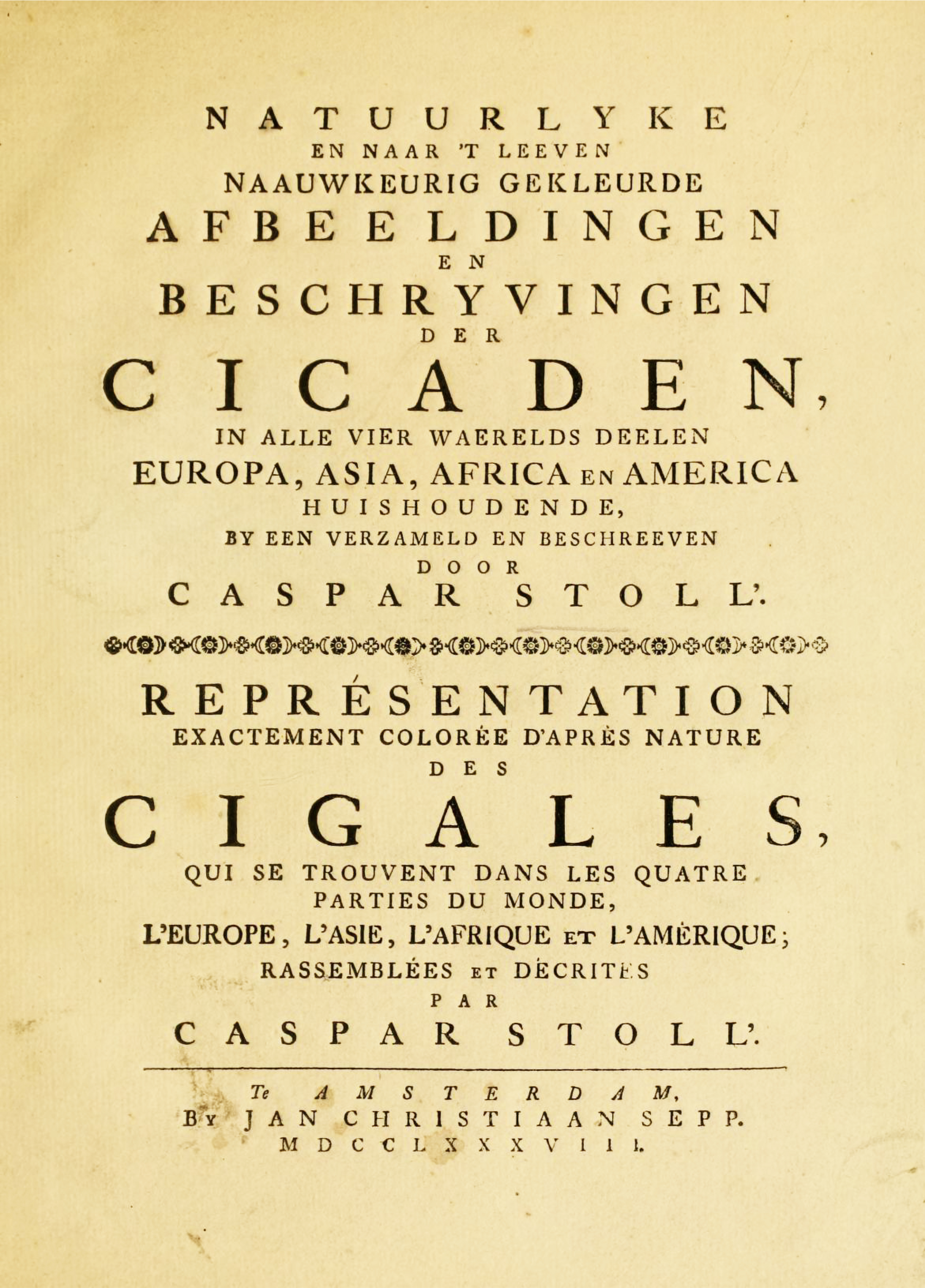
Afbeeldingen en Beschryvingen der Cicaden

Caspar Stoll (Hessen-Kassel, 1720-1730 - Amsterdã, 1791) era um funcionário do Almirantado de Amsterdã e tornou-se conhecido por meio da publicação de De Uitlandsche Kapellen, uma obra em holandês e francês sobre borboletas exóticas do arquipélago indiano, Ceilão, Serra Leoa e Suriname. Este trabalho foi iniciado por Pieter Cramer, que morreu em 1776, tendo publicado os 8 capítulos que formariam o primeiro volume deixando material para que Stoll completasse o trabalho. Stoll terminou o trabalho (quatro volumes mais um suplemento) em 1791.

## Biografia
Não está claro quando Caspar Stoll nasceu, mas ele, assim como seu irmão, Georg Daniel, eram de Hesse-Kassel. Em 1746, ele e seu irmão Georg Daniel viveram em Haia. Aparentemente, Caspar trabalhou em um cartório em Haia (várias vezes ele colocou sua assinatura como testemunha). Caspar casou-se com Anna Maria Sardijn em 18 de janeiro de 1761, em Scheveningen, com quem teve quatro filhos batizados em Haia: Willem (1764, falecido após 14 semanas), Anna Elisabeth (1765), Willem (1766) e Geertruijda Frederica Stoll (1767). Casaram-se em 18 de janeiro de 1761, em uma igreja em Scheveningen. Eles tiveram quatro filhos batizados em Haia. Guilherme V, Príncipe de Orange (Willem Batavus; 1748 – 1806), foi padrinho dos dois meninos, em 1764 e em 1766. Em 1766, Stoll assumiu um compromisso em Amsterdã; ele se mudou para uma casa no Haarlemmerdijk, não muito longe do Eenhoornsluis. Em 1778 ele se tornou o dono dela. Em Amsterdã, o casal teve mais quatro filhos: Caspar (1769), Margaretha Casparina Femia (1770) que faleceu naquele mesmo ano, Johanna Margaretha (1772) e outro Caspar (1773). No ano de 1772, Caspar Stoll perdeu mais dos filhos, Johanna Margaretha e Caspar Stoll.
Após a morte de sua esposa, em junho de 1786, ele se casou com Anna Elizabeth Kaal, de Hamburgo, em 21 de outubro de 1791, em um acordo após ela ter um filho seu meses antes. Stoll trabalhava duro para terminar seus manuscritos. Em 27 de dezembro de 1791, Stoll fez seu testamento, deixando 300 guinés para Sophia Maria, Willem, Geertruida Frederica e Caspar Stoll, seus filhos. Antes do final daquele ano, ele morreu. Stoll foi enterrado em 2 de janeiro de 1792 em Noorder Kerk en Kerkhof. Com Anna Elizabeth, ele teve ainda outro filho, que nasceu após a sua morte, Caspar Thimotheus Fredrik (1792). Um ano após seu falecimento, Anna Elizabeth casou-se com Abraham Rudolph van Wijlick, um burgomestre de Edam.

### De Uitlandsche Kapellen
Stoll envolveu-se com o De Uitlandsche Kapellen, de Pieter Cramer, antes de 1774. Ele assumiu todo o trabalho após a morte de Cramer, em 26 de setembro de 1776. Os primeiros quatro volumes foram concluídos em 1782, mas Stoll continuou trabalhando, em um ritmo mais lento, causado pela falta de material novo como ele mesmo explicou, no suplemento (Aanhangsel), que foi concluído em 1791. Segundo Stoll, todas as borboletas foram coletadas nas colônias holandesas, como Suriname, Ceilão, Java, Ambon e Serra Leoa e o trabalho foi completado "sem perder de vista a mão todo-poderosa do Criador". No século XVIII, isso era uma espécie de automatismo, para evitar que um livro fosse banido ou queimado. Vários colecionadores de borboletas foram abordados para que  disponibilizassem suas coleções temporariamente; entre eles o Stadtholder William V, Hans Willem van Aylva, o Barão Rengers e Joan Raye, que nasceu no Suriname. As borboletas foram desenhadas e coloridas por Gerrit Wartenaar, um artista desconhecido de Amsterdã.
Enquanto trabalhava no suplemento, Caspar também trabalhou em outros grupos de insetos. Ele foi capaz de publicar um volume sobre cigarras, um sobre heteroptera e um volume sobre Mantídeos e insetos relacionados: Natuurlijke en naar 't leven naauwkeurig gekleurde afbeeldingen en beschryvingen der spooken, wandelende bladen, zabelspringhaanen, krekels, treksprinkhaanen en kakkerlakken in alle vier deelen der waereld, Europa, Asia, Afrika en America huishoudende by een verzamelt en beschreeven door Caspar Stoll.
Na página título deste e de outros trabalhos, Stoll mencionou que ele era um membro da "Natuuronderzoekend Genoodschap te Halle" (Sociedade de Pesquisa da Natureza em Halle).
Pranchas dos livros de Caspar Stoll e Pieter Cramer
- De Uitlandsche kapellen, Volume 3, Prancha CCXXIV
- De Uitlandsche kapellen, Suplemento, Prancha XIII
- De Uitlandsche kapellen, Suplemento, Prancha XXII
- Afbeeldingen en Beschryvingen der Cicaden, Prancha I
- Afbeeldingen en Beschryvingen der Spoken, ..., Prancha IIa

## Obras
- De Uitlandsche Kapellen Voorkomende in de Drie Waereld-deelen, Asia, Africa en America (As Borboletas Exóticas nas Três Partes do Mundo, Ásia, África e América), Pieter Cramer, 1775-1782, publicado por S. J. Baalde, Amsterdam & Barthelemy Wild, Utrecht.[2] Os 34 capítulos, com 400 desenhos acompanhados de descrições das borboletas, estão em quatro volumes: Vol. I[16] (publicado em 1779) (capítulos 1 a 7 (publicados em 1775) e capítulo 8 (publicado em 1776); Vol. II[17] (publicado em 1779) com os capítulos 9-16 (publicados em 1777); Vol. III[18] (publicado em 1782) com os capítulos 17-22 (publicados em 1779) e os capítulos 23-24 (publicados em 1780); Vol. IV[19] (publicado em 1782) com os capítulos 25-28 (publicados em 1780), 29-31 (publicados em 1781) e os capítulos 32-34 (publicados em 1782). Após a morte de [Pieter Cramere] em 1776, que deixou material até a página 115 do Vol. III, Stoll assumiu a responsabilidade pelo projeto, produzindo ainda a seção Proeve van eene rangschikkinge der donsvleugelige insecten, Lepidopterae do Vol. IV e o suplemento Vervattende Naauwkeurige Afbeeldingen van Surinaamsche Rupsen en Poppen,[20] publicado em 1791, por Nic. Th. Gravius, Amsterdã e que tem 1 parte lançada em 1787 (até a página 42 e pranchas I a VIII) e a parte 2 lançada entre 1790-1791 (páginas 43-184, pranchas IX a XLII).
- Natuurlijke en naar 't leven naauwkeurig gekleurde afbeeldingen en beschryvingen der spooken, wandelende bladen, zabelspringhaanen, krekels, treksprinkhaanen en kakkerlakken in alle vier deelen der waereld, Europa, Asia, Afrika en America (Imagens meticulosamente coloridas e descrições naturais dos fantasmas, bichos-folha, gafanhotos, grilos, gafanhotos migratórios e baratas encontrados nas quatro partes do mundo, Europa, Ásia, África e América; coletados e descritos por Caspar Stoll), Caspar Stoll, 1813, Amsterdam.[21]
- Natuurlyke en naar 't leeven naauwkeurig gekleurde afbeeldingen en beschryvingen der wantzen, in alle vier waerelds deelen Europa, Asia, Africa en America huishoudende (Imagens meticulosamente coloridas e descrições naturais de percevejos, encontrados nas quatro partes do mundo, Europa, Ásia, África e América; coletados e descritos por Caspar Stoll), Caspar Stoll, 1788.[22]
- Natuurlyke en naar 't leeven naauwkeurig gekleurde afbeeldingen en beschryvingen der cicaden, in alle vier waerelds deelen Europa, Asia, Africa en America (Imagens meticulosamente coloridas e descrições naturais de cigarras, encontradas nas quatro partes do mundo, Europa, Ásia, África e América; coletadas e descritas por Caspar Stoll), Caspar Stoll, 1788.[23]